# Hershel
Hershel ist die anglizierte Schreibweise von Herschel und im englischen Sprachraum ein gebräuchlicher Vor- und Nachname.

## Bekannte Namensträger
- Hershel W. Gober (1936–2024), US-amerikanischer Politiker
- Hershel McGriff (* 1927), US-amerikanischer NASCAR-Fahrer